# بيوتر هيرتل
بيوتر هيرتل (بالبولندية: Piotr Hertel)‏ هو ملحن بولندي، ولد في 19 مايو 1936 في وودج في بولندا، وتوفي بنفس المكان في 19 نوفمبر 2010.

## وصلات خارجية
- بيوتر هيرتل على موقع IMDb (الإنجليزية)
- بيوتر هيرتل على موقع ميوزك برينز (الإنجليزية)
- بيوتر هيرتل على موقع كينوبويسك (الروسية)